# Condado de Addison
El condado de Addison (en inglés: Addison County), fundado en 1785, es uno de los catorce condados en el estado estadounidense de Vermont. En el 2010 el condado tenía una población de 36 821 habitantes en una densidad poblacional de 18,47 hab/km². La sede del condado es Middlebury.

## Geografía
Según la Oficina del Censo, el condado tiene un área total de 2093 km² (808,1 mi²), de la cual 1994 km² (769,9 mi²) es tierra y 98 km² (37,8 mi²) (4,72%) es agua.

### Condados adyacentes
- Condado de Chittenden - norte
- Condado de Washington - noreste
- Condado de Orange - este
- Condado de Windsor - sureste
- Condado de Rutland - sur
- Condado de Washington - suroeste
- Condado de Essex - oeste

### Carreteras
- U.S. Route 7
- Ruta de Vermont 12A
- Ruta de Vermont 17
- Ruta de Vermont 22A
- Ruta de Vermont 23
- Ruta de Vermont 30
- Ruta de Vermont 53
- Ruta de Vermont 73
- Ruta de Vermont 74
- Ruta de Vermont 100
- Ruta de Vermont 116
- Ruta de Vermont 125

## Demografía
En el 2000 la renta per cápita promedia del condado era de $43,142, y el ingreso promedio para una familia era de $49,351. En 2000 los hombres tenían un ingreso per cápita de $31,836 versus $24,416 para las mujeres. El ingreso per cápita para el condado era de $19,539. Alrededor del 8.60% de la población estaba bajo el umbral de pobreza nacional.

## Localidades

### Ciudad
Vergennes 

### Pueblos
Addison |
Bridport |
Bristol |
Cornwall |
Ferrisburgh |
Goshen |
Granville |
Hancock |
Leicester |
Lincoln |
Middlebury |
Monkton |
New Haven |
Orwell |
Panton |
Ripton |
Salisbury |
Shoreham |
Starksboro |
Waltham |
Weybridge |
Whiting 

### Lugar designado por el censo
Bristol] |
East Middlebury |
Middlebury

### Áreas no incorporadas
Chimney Point |
Satans Kingdom 